# Mory Kanté
Mory Kanté (29. března 1950, Albadaria, Guinea – 22. května 2020, Konakry) byl úspěšný guinejský zpěvák a hráč na koru.
Narodil se do jedné v Guineji velmi známé rodiny griotů – což jsou potulní muzikanti a vypravěči (často přirovnávaní k evropským bardům). Jako malý vyrůstál v mandinské hudební tradici. Když mu bylo sedm poslali ho do sousedního Mali, kde se naučil zpívat a hrát na koru. V roce 1971 se stává členem slavného Rail Bandu, ve kterém tehdy zpíval i Salif Keita. Ten ale v roce 1973 z kapely odešel a hlavním zpěvákem a leaderem se pak stal právě Mory Kanté.
V roce 1983 se Mori Kanté tak jako jiné africké popstar přesunul do Paříže. Bylo to v době, kdy světem procházela módní vlna afropopu. Kantému nikdy nevadilo míchat svou hudbu se syntézatory, či nasamplovanými bicími, za což ovšem často sklízel kritiku. Do celosvětového hudebního povědomí dostal hlavně singlem Yeke Yeke z roku 1987, který je stále jedním z nejprodávanějších afrických singlů a byl to vůbec první singl afrického hudebníka, kterého se prodalo více než milión kopií.
V roce 2003 byl zvolen africkým velvyslancem Organizace pro výživu a zemědělství při OSN.

## Diskografie
- Courougnegre (1981)
- N'Diarabi (1982)
- A Paris (1984)
- 10 Kola Nuts (1985)
- Akwaba Beach (1987)
- Touma (1990)
- Nongo Village (1994)
- Tatebola (1996)
- Tamala – Le Voyageur (2001)
- Best Of (2002)
- Sabou (2004)